# Maldives International 2011
Die Maldives International 2011 fanden vom 7. bis zum 11. Juni 2011 in Malé statt. Es war die zweite Austragung dieser internationalen Meisterschaften der Malediven im Badminton. Bei den Titelkämpfen wurden Punkte für die Badminton-Weltrangliste vergeben.

## Finalergebnisse
| Disziplin    | Sieger                                    | Finalist                   | Ergebnis         |
| ------------ | ----------------------------------------- | -------------------------- | ---------------- |
| Herreneinzel | Pablo Abián                               | Chetan Anand               | 21-15 21-16      |
| Dameneinzel  | P. V. Sindhu                              | P. C. Thulasi              | 21-11 21-16      |
| Herrendoppel | Ashton Chen Yong Zhao Derek Wong Zi Liang | Jürgen Koch Peter Zauner   | 21-19 21-17      |
| Damendoppel  | Miki Komori Nao Miyoshi                   | Michiko Kanagami Yuki Anai | 21-18 21-15      |
| Mixed        | Toby Ng Grace Gao                         | Arun Vishnu Aparna Balan   | 10-21 21-12 21-9 |